# تفاف فليني
التِفاف الفليني (باللاتينية: Sonchus suberosus) نوع نباتي يتبع جنس التِفاف من الفصيلة النجمية.

## البيئة والانتشار
موطنه بلاد الشام.

## مرادفات للاسم العلمي
- (باللاتينية: Prenanthes suberosa (Zohary & P. H. Davis) Boulos)